# Hans-Heinrich Klemm
Hans-Heinrich Klemm (* 25. Januar 1930 in Harburg/Elbe; † 21. September 2008) war ein deutscher Politiker der CDU und Abgeordneter der Hamburgischen Bürgerschaft.

## Erste Jahre
Nach dem Abitur 1948 an der Oberschule in Hamburg-Bergedorf absolvierte Hans-Heinrich Klemm eine dreijährige kaufmännische Lehre und war anschließend von 1951 bis 1962 in kaufmännischen Betrieben tätig. 1962 machte er sich als Kaufmann in der Tapeten-, Farben- und Bodenbelagsbranche selbständig. Er wurde Vorsitzender des Verbandes des Tapetenhandels in Hamburg und Mitglied des Plenums der Handelskammer Hamburg.
Klemm war verheiratet und hatte zwei Kinder.

## Politik
1965 begann er seine politische Tätigkeit für die CDU. Von 1974 bis 1974 amtierte er als Fraktionsvorsitzender in der Bezirksversammlung Hamburg-Bergedorf.
Im April 1974 wurde Klemm als Abgeordneter in die Hamburgische Bürgerschaft gewählt. Er arbeitete vor allem im überparteilichen Eingabenausschuss und im Ausschuss für Ernährung und Landwirtschaft mit und – als Vertreter – im Bauausschuss.